# Alessandro Plotti

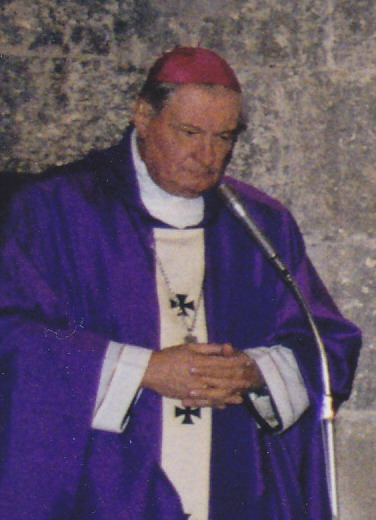
Erzbischof Alessandro Plotti (1999)

Erzbischofswappen

Alessandro Plotti (* 8. August 1932 in Bologna, Italien; † 19. Oktober 2015 in Rom) war ein römisch-katholischer Geistlicher und Erzbischof von Pisa.

## Leben
Alessandro Plotti empfing am 25. Juli 1959 die Priesterweihe für das Bistum Rom. In den folgenden Jahren war er als Kaplan und Theologieprofessor tätig.
Papst Johannes Paul II. ernannte ihn am 23. Dezember 1980 zum Titularbischof von Vannida sowie zum Weihbischof in Rom und spendete ihm am 6. Januar 1981 im Petersdom die Bischofsweihe; Mitkonsekratoren waren Erzbischof Giovanni Canestri, Weihbischof in Rom, und Belchior Joaquim da Silva Neto CM, Bischof von Luz. Am 7. Juni 1986 berief ihn Johannes Paul II. zum Erzbischof von Pisa; die feierliche Amtseinführung (Inthronisation) fand am 17. Juni desselben Jahres statt. In Pisa strukturierte er die Verwaltung um und sorge für eine Verstärkung der pastoralen Arbeit.
Am 2. Februar 2008 nahm Papst Benedikt XVI. sein aus Altersgründen vorgebrachtes Rücktrittsgesuch an. Plotti zog daraufhin nach Rom zurück. Am 19. Mai 2012 ernannte ihn Benedikt XVI. zum Apostolischen Administrator von Trapani, was er bis zum 3. November 2013 blieb.